# Ціся
Ціся (кит. спр. 栖霞市, піньїнь: Qīxiá Shì) — місто-повіт в центральнокитайській провінції Шаньдун, складова міста Яньтай.

## Географія
Ціся лежить у центрі Яньтаю — це єдиний повіт, що не виходить до Жовтого моря.

### Клімат
Місто знаходиться у зоні, котра характеризується вологим континентальним кліматом зі спекотним літом. Найтепліший місяць — липень із середньою температурою 24.4 °C (75.9 °F). Найхолодніший місяць — січень, із середньою температурою -3.8 °С (25.2 °F).
| Клімат Ціся             | Клімат Ціся | Клімат Ціся | Клімат Ціся | Клімат Ціся | Клімат Ціся | Клімат Ціся | Клімат Ціся | Клімат Ціся | Клімат Ціся | Клімат Ціся | Клімат Ціся | Клімат Ціся | Клімат Ціся |
| Показник                | Січ.        | Лют.        | Бер.        | Квіт.       | Трав.       | Черв.       | Лип.        | Серп.       | Вер.        | Жовт.       | Лист.       | Груд.       | Рік         |
| Середній максимум, °C   | 0,1         | 1,7         | 7,8         | 15,2        | 21,4        | 25,4        | 27,4        | 27,2        | 23,2        | 17,7        | 10          | 2,9         | 15          |
| Середня температура, °C | −3,8        | −2,3        | 3,3         | 10,6        | 16,6        | 21,2        | 24,4        | 24,1        | 19,2        | 13,3        | 6           | −0,8        | 11          |
| Середній мінімум, °C    | −7,7        | −6,5        | −1,6        | 5,4         | 11,3        | 16,7        | 20,8        | 20,4        | 14,9        | 8,8         | 1,8         | −4,7        | 6,6         |
| Норма опадів, мм        | 9.4         | 9.9         | 16.2        | 40.6        | 47.6        | 77.9        | 192.8       | 166.9       | 78          | 37          | 26.2        | 11.7        | 714.2       |
| Днів з опадами          | 4,6         | 4,2         | 4,7         | 7           | 7,1         | 10          | 15,5        | 12,5        | 8,7         | 7,2         | 6,4         | 5           | 92,9        |
| Вологість повітря, %    | 59          | 59.3        | 57.1        | 57.4        | 59.5        | 69.9        | 82.1        | 80.4        | 68.6        | 62.7        | 60.8        | 59.5        | 64.7        |
| ----------------------- | ----------- | ----------- | ----------- | ----------- | ----------- | ----------- | ----------- | ----------- | ----------- | ----------- | ----------- | ----------- | ----------- |
| Джерело: Weatherbase    |             |             |             |             |             |             |             |             |             |             |             |             |             |